# Sadao Yoshioka
Sadao Yoshioka (Hawaii, 22. siječnja 1922. – Hawaii, 19. siječnja 1990.), američki majstor borilačkih vještina. Nositelj je 6. Dana u aikidu.

## Životopis
Sadao Yoshioka je rođen na Havajima 27. siječnja 1922. godine. Roditelji su mu bili Japanci, koji su emigrirali na Havaje prije njegovog rođenja. Bio je drugo posljednje rođeno od sedmero djece. Pohađao je japansku školu, preko koje je razvio duboko zanimanje za japansku kulturu. S 18 godina naučio je stolarski zanat, radio je na pružanju podrške ocu i majci radeći u pomorskoj bazi Pearl Harbor. S 23 godine počeo je raditi za američki Postoffice, u kojoj je radio naredne 34 godine. Tijekom Drugog svjetskog rata, za razliku od nekih američkih građana japanskog podrijetla, Yoshioka nije protjeran već je nastavio raditi kao poštanski djelatnik.
Prije nego što je počeo vježbati aikido, Yoshioka je vježbao judo kod Yukisoa Yamamotoa. Kad je Yamamoto odlučio prestati s judo-m i preći na aikido, Yoshioka ga je slijedio, te tako počeo vježbati aikido. To je bilo u mladoj budističkoj udruzi (YBA) iz Honolulua, 1955. godine, samo dvije godine nakon dolaska aikida na Havaje.
Godine 1959. Yamamoto napušta YBA i otvora prvi ogranak Hawaii Aiki Kwai u staroj zgradi Nuuanu YMCA. Yoshioka tada biva imenovan asistent instruktorom YMCA dojo-a. Godine 1960. Yamamoto biva premješten u novoizgrađeni dojo Waialae Avenue, dodjeljujući Yoshioku status glavnog instruktorom u Nuuanu YMCA. 
Kada je O-Sensei 1961. godine posjetio Havaje, Yoshioka mu je bio šofer, zbog toga je mogao puno vremena provoditi s O-Senseijem. Godine 1963. Kisshomaru Ueshiba je prvi put posjetio Havaje. Yoshioka je pratio je Kisshomaru Ueshibu i Akiru Toheija tjedan dana na Kauai, kako bi im služio kao tumač.
Na preporuku Koichija Toheija, Yoshioka je posjetio Japan 1967. godine kako bi šest tjedana vježbao pod nadzorom O-Senseija. Dok je bio u Japanu, O-Sensei ga je pozvao u Iwamu. Tom prilikom je pozvan na čaj i sake s osnivačem. O-Sensei je također održao demonstracije u Aiki svetištu za Yoshioku. Dok je bio u Japanu, Yoshioka živio je s Akirom Toheijem. Zahvaljujući podršci, tutorstvu i ohrabrenju Toheija uspio je naučiti zamršenost japanske etikecije i filozofije. Sadao Yoshioka je također bio delegat Havaja na ceremoniji postavljanja temeljca za izgradnju nove zgrade Hombu dojo-a.
Godine 1970. godine, nakon umirovljenja Yamamotao u Hawaii Aiki Kwai, Hawaii Aiki Kwai imenovao je Yoshioku svojim sljedećim glavnim instruktorom. Ovo imenovanje odobrio je i Hombu dojo u Tokiju. Još od početka aikida na Havajima, Yoshioka je više puta pokazao svoju predanost unapređivanju aikida kako je podučavao O-Sensei. Od jednog dojo-a 1953. godine, Hawaii Aiki Kai - upravno tijelo Aikido dojo-a na području cijelih Havaja - narastao je na 15 dojo-a. Sadao Yoshioka je sudjelovao u stvaranju Međunarodne aikido federacije 1978. godine, a također je podučavao policijske regrute u Honoluluu dugi niz godina.
Godine 1987. Yoshioka je osnovao je Havajsku aikido federaciju (HAF) kako bi svojim studentima omogućio izravan pristup Japanu, mogućnost promocije učenika izravno s Havaja.  Yoshioka je tada kao glavni instruktor i odabran je upravni odbor. Godine 1989. Yoshioka je otvorio HAF Kokokahi Aikido Dojo u Kokokahi YWCA u Kaneoheu. Otvaranjem ovog dojo-a postojala su još četiri dojo koja pripadaju Havajskoj aikido federaciji: Aikido klub Nuuanu, Aikido klub HAF UH Manoa, Aikido klub YBA i Aikido klub Kokokahi.
Sadao Yoshioka je umro na Havajima, 19. siječnja 1990. godine.

## Vanjske povezice
- Sadao Yoshioka Shihan: A Brief Factual Biography with Photographic Vignettes